# Burhan Sönmez
 (octobre 2023).
Burhan Sönmez, né en 1965 à Haymana en Turquie, est un écrivain kurde-turc et président de PEN International depuis septembre 2021.

## Biographie
Burhan Sönmez grandit à Haymana, à 70 kilomètres au sud de la capitale turque Ankara. Sa mère, qui avait un don pour la narration, suscite chez lui un intérêt pour l'éducation et la littérature. Il étudie le droit et obtient un baccalauréat. Il travaille comme avocat à Istanbul pendant plusieurs années.
En 1996, il est victime de violences de la part de la police turque. Avec l'aide de l'organisation non gouvernementale britannique Freedom from Torture, il reçoit des soins médicaux et est soigné à Londres.
Il est cofondateur de l'organisation socialement et culturellement engagée TAKSAV , membre de la Société internationale des droits de l'homme et du PEN turc Türkiye Merkezi ainsi que de l'association des auteurs britanniques PEN.
Burhan Sönmez enseigne la littérature et l'écriture créative à l'Orta Doğu Teknik Üniversitesi (ODTÜ) à Ankara. Il écrit également des articles journalistiques pour des journaux indépendants de gauche tels que BirGün et L'Unità ainsi que pour des magazines tels que Birikim et Notos sur la littérature, la culture et la politique. Il est membre du jury du Prix littéraire Cevdet-Kudret en 2014.
Son premier roman, Kuzey (anglais : Nord ), est publié en 2009. C'est l'histoire d'un jeune homme dont le père a disparu alors qu'il n'avait que deux ans. Vingt ans plus tard, il réapparaît sous forme de cadavre. Il se dirige vers le nord pour découvrir le secret de son père perdu, qu'il n'a jamais vraiment connu. Le deuxième roman Masumlar (anglais : Sins and Innocents ) suivit deux ans plus tard. Il raconte l'histoire semi-autobiographique d'un homme et d'une femme dont la vie s'étend de l'Anatolie à Téhéran et Cambridge. En Turquie, le livre reçoit le prestigieux prix Sedat Simavi dans la catégorie littérature. Il publie dans des traductions en anglais (Sins & Innocents, Garnet Publishing), italien (Gli Innocenti, Del Vecchio)  et serbe (Nevini, Evro Giunti).
Le troisième roman Istanbul Istanbul parle de quatre prisonniers dans les prisons du sous-sol d'Istanbul. Ils se racontent des histoires pour survivre à leur situation misérable. La métropole sur le Bosphore elle-même est, comme le titre du livre l’indique, le point central de ces histoires, qui s’entrelacent à travers l’intrigue-cadre. Ce troisième livre est autorisé dans quelques pays, dont OR Books à New York.
L'auteur vit à Istanbul et à Cambridge.

## Œuvres
- Kuzey, roman, 2009
- Masumlar, roman, 2011
- Maudit soit l'espoir, roman, 2015
- Labirent, roman, 2018
- Tas ve Gölge, roman, 2021

## Distinctions
- 2011 : Prix Sedat Simavi dans la catégorie littérature pour Masumlar (anglais : Sins and Innocents )
- 2017 : Prix « Perturber la paix » de la Fondation de la Bibliothèque Vaclav Havel [4]
- 2018 : Prix littéraire de la BERD, en collaboration avec le traducteur Ümit Hussein, pour Istanbul Istanbul [5]